# Oratorio di Gesù al Calvario e di Maria
L'oratorio di Gesù al Calvario e di Maria, anche noto come Santa Maria Addolorata dei Sacconi Rossi oppure con il nome di oratorio dei Sacconi Rossi, è un oratorio di Roma, in Italia, situato nel rione Ripa, sull'isola Tiberina, e sconsacrato dal 1988. Era l'oratorio dell'antico monastero francescano situato a nord della basilica di San Bartolomeo all'Isola. Era dedicato a Gesù al Calvario e alla Madonna Addolorata ed era una chiesa sussidiaria della parrocchia di Santa Maria in Portico in Campitelli.
Tutti gli anni, nel giorno di tutti i Santi, i Sacconi Rossi si recavano sulla punta dell'isola (di fronte al ponte Rotto) e gettavano nel fiume una ghirlanda in memoria della gente affogata i cui corpi non sono mai stati trovati. Questa tradizione oggi viene portata avanti dai fatebenefratelli e dalla confraternita di Santa Maria dell'Orto.

## Storia

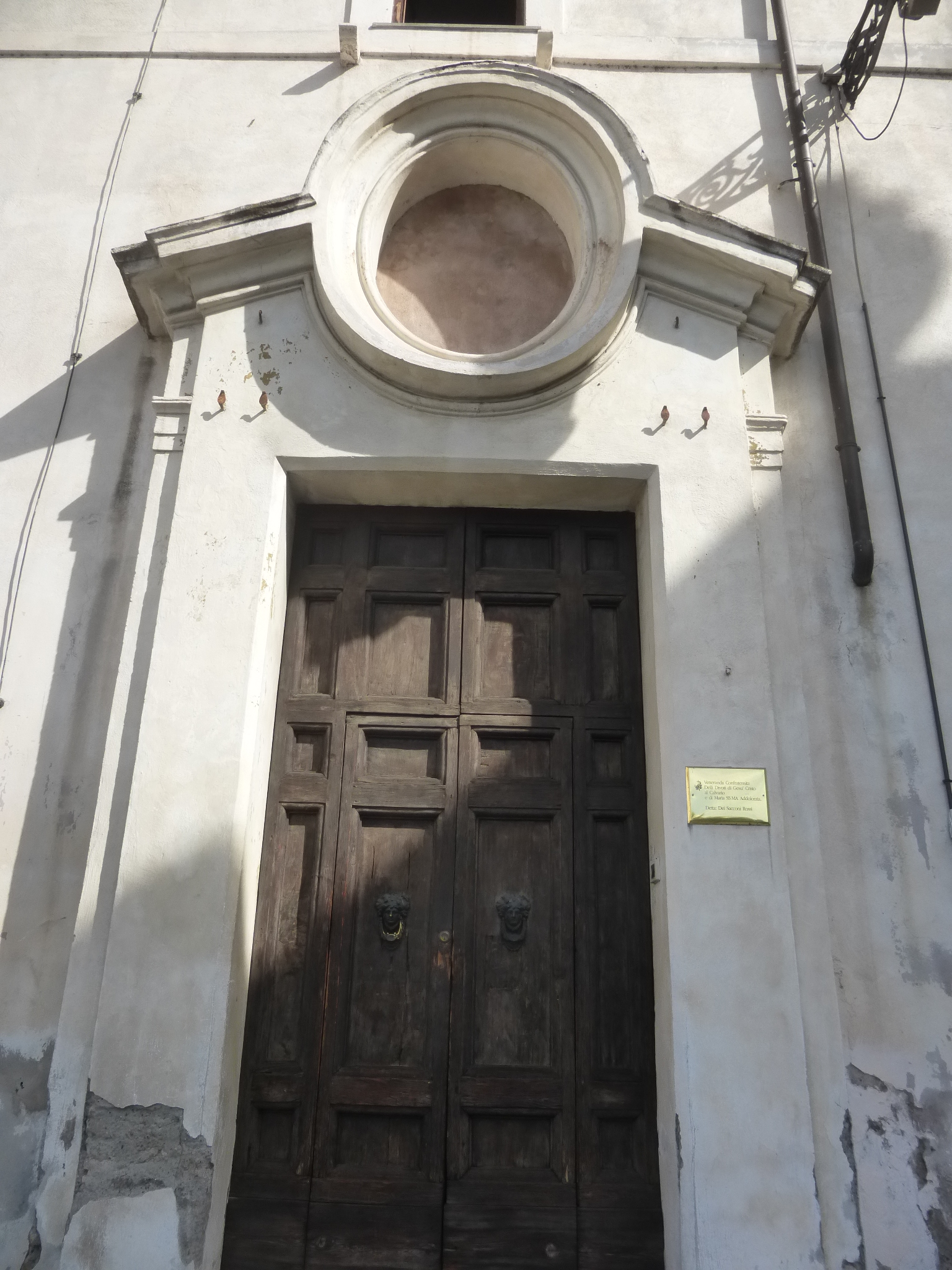
Il portale d'accesso dell'oratorio sconsacrato

La confraternita dei Devoti di Gesù al Calvario venne fondata nel 1760, dapprima come una confraternita laica che aveva come scopo la meditazione sulla Passione di Cristo e la preghiera per le anime del Purgatorio. Tuttavia, ben presto essi si incaricarono di seppellire tutti i cadaveri non identificati che venivano trovati nel Tevere, sempre di notte e con indosso degli abiti vermigli voluminosi, che valse loro l'appellativo di Sacconi Rossi.
Intorno al 1768, la confraternita si trasferì in uno spazio del convento francescano adiacente alla basilica di San Bartolomeo. Nel 1780, presero possesso dello spazio che trasformarono in una cappella e, quattro anni dopo, ebbero il permesso di trasformare il seminterrato in una cripta per seppellire i morti della confraternita. Pio IX riconfermò questa concessione il 10 maggio del 1851, ma venne abolita definitivamente nel 1871, il che influì gravemente sul numero dei nuovi membri.
Nella seconda metà del ventesimo secolo, non c'erano quasi più membri, e la confraternita di Santa Maria dell'Orto si interessò nel mantenere vive le cerimonie per ricordare gli annegati nel fiume a partire dal 1983. Alla fine, nel 1988, gli ospedalieri di San Giovanni di Dio (noti come "fatebenefratelli"), che operano nell'ospedale San Giovanni Calibita, sempre sull'isola Tiberina, acquisirono i diritti e i privilegi dei Sacconi Rossi. L'oratorio venne sconsacrato subito dopo.

## Cripta
Quest'oratorio era famoso soprattutto per la cripta, che ospita dei cumuli di ossa e crani disarticolati disposti su delle mensole e in delle nicchie arcuate. Alcuni furono legati con dei fili per creare dei lampadari e dei candelabri. C'è anche un oratorio con una doppia fila di lapidi parallele in un ambiente sovrastato da una volta a botte. Sul pavimento c'è uno scheletro completo con l'abito della confraternita.
Nel cercare di spiegare questo gusto per il macabro presente nella cripta (condiviso anche con quella dei cappuccini nella chiesa di Santa Maria Immacolata a via Veneto), Nica Fiori nota come la confraternita sia dedicata a Gesù "al Calvario", ossia "al Golgota", il cui nome deriva dall'aramaico gūlgūtā e significa "cranio".